# 初步裁決
初步裁決為歐洲法院所做成的一種裁判，此種裁判乃係基於歐盟各國法院的請求，針對歐盟法律作成解釋。之所以會被稱為初步裁決，乃係因為在各關於歐盟法律的解釋或有效性問題獲得解決後，各國法院仍需基於其內國程序就個別爭端加以解決。在某些情況下，初步裁決也有可能係由歐盟普通法院作成，但大多數仍係由歐洲法院作出。